# آرثر باين (سياسي)
آرثر باين (بالإنجليزية: Arthur Payne)‏ هو سياسي أمريكي، ولد في 5 يونيو 1946 في برمنغهام في الولايات المتحدة. حزبياً، نشط في الحزب الجمهوري. وقد انتخب عضو مجلس نواب ألاباما.